# Eugène Lenfant
Eugène Armand Lenfant, né le 11 avril 1865 à Melun et mort le 21 mars 1923 dans le 16e arrondissement de Paris, est un officier français d'artillerie coloniale, qui a commandé le glorieux 3ème régiment d'artillerie coloniale (aujourd'hui 3ème RAMa), connu pour ses missions de reconnaissance et de ravitaillement sur le fleuve Niger au début du XXe siècle.

## Carrière et expéditions
Issu de l'École Polytechnique, Eugène Lenfant devient sous-lieutenant dans l'artillerie coloniale en 1892. Après avoir participé aux campagnes d'Annam et du Tonkin (1893-1895), il est nommé capitaine en 1896 et est affecté en Afrique-Occidentale française.
En 1901, assisté des lieutenants Anthoine et de Peyronnet, il est chargé de procéder au ravitaillement du 3e territoire militaire (Zinder) et des territoires du Tchad, alors sous le commandement du colonel Péroz. Grâce à 15 chalands en bois et 5 en acier, il parvient, malgré de nombreuses difficultés de navigation, à convoyer 10 000 caisses de vivre et 2 000 caisses d'outillage, soit 54 tonnes, de Forcados (à l'embouchure du Niger), où il débarque le 21 février, jusqu'à Gaya, premier poste français après le Nigeria britannique. Là, il constate l'absence d'infrastructures qui auraient permis de conserver à l'abri les marchandises transportées, et se voit contraint de pousser jusqu'à Say, où il parvient le 25 mai, puis Sorbo Haoussa. Péroz est stupéfait de recevoir finalement les caisses à Niamey « au complet, sans un couvercle brisé ».
En 1902, le capitaine Lenfant se voit confier par la Société de géographie, avec l’appui du Ministère des Colonies, la mission de « rechercher une voie de pénétration vers le Tchad qui soit plus facile, plus rapide et plus économique que les voies de l'Oubangui et du Congo ». L'utilisation d'un chaland démontable permet à l’expédition de franchir les seuils rocheux et d’atteindre Fort-Lamy le 4 novembre 1903. Lenfant conseille alors l’occupation du Mayo-Kebbi afin de contrôler « la voie Niger-Bénoué-Kabi-Toubouri », route fluviale vers le Tchad. Il racontera son expédition dans La grande route du Tchad (1905).
L’Académie française lui décerne le prix Montyon en 1904 et le prix de Joest en 1909 pour ses ouvrages sur le Niger et la découverte des grandes sources du centre de l’Afrique
De 1910 à 1912, il retourne en Cochinchine, où il est nommé Directeur de l’artillerie de Saigon. Atteint de dysenterie, il est évacué sanitaire dans un état très grave.
Au cours de la Première Guerre mondiale, Lenfant commande l'artillerie du Corps colonial en tant que colonel, mais doit quitter le front pour raisons de santé. Il reçoit finalement le grade de général de brigade à titre temporaire, pour commander le territoire militaire du Tchad.
Il est mis à la retraite en septembre 1918, pour « asthénie généralisée, abolition des réflexes rotuliens et anémie cérébrale ».

## Distinctions
- Officier de la Légion d'honneur (12 mars 1906)[9]
- Médaille coloniale avec agrafe "Soudan", "Sénégal" et "Afrique occidentale"
- Officier d'académie